# Wald (Berna)
Wald es una comuna suiza del cantón de Berna, situada en el distrito administrativo de Berna-Mittelland. Limita al norte con las comunas de Köniz y Kehrsatz, al este con Belp y Toffen, al sur con Niedermuhlern, y al oeste con Oberbalm.
La comuna de Wald es el resultado de la fusión el 1 de enero de 2004 de las comunas de Englisberg y Zimmerwald, actualmente consideradas como localidades. Hasta el 31 de diciembre de 2009 situada en el distrito de Seftigen.

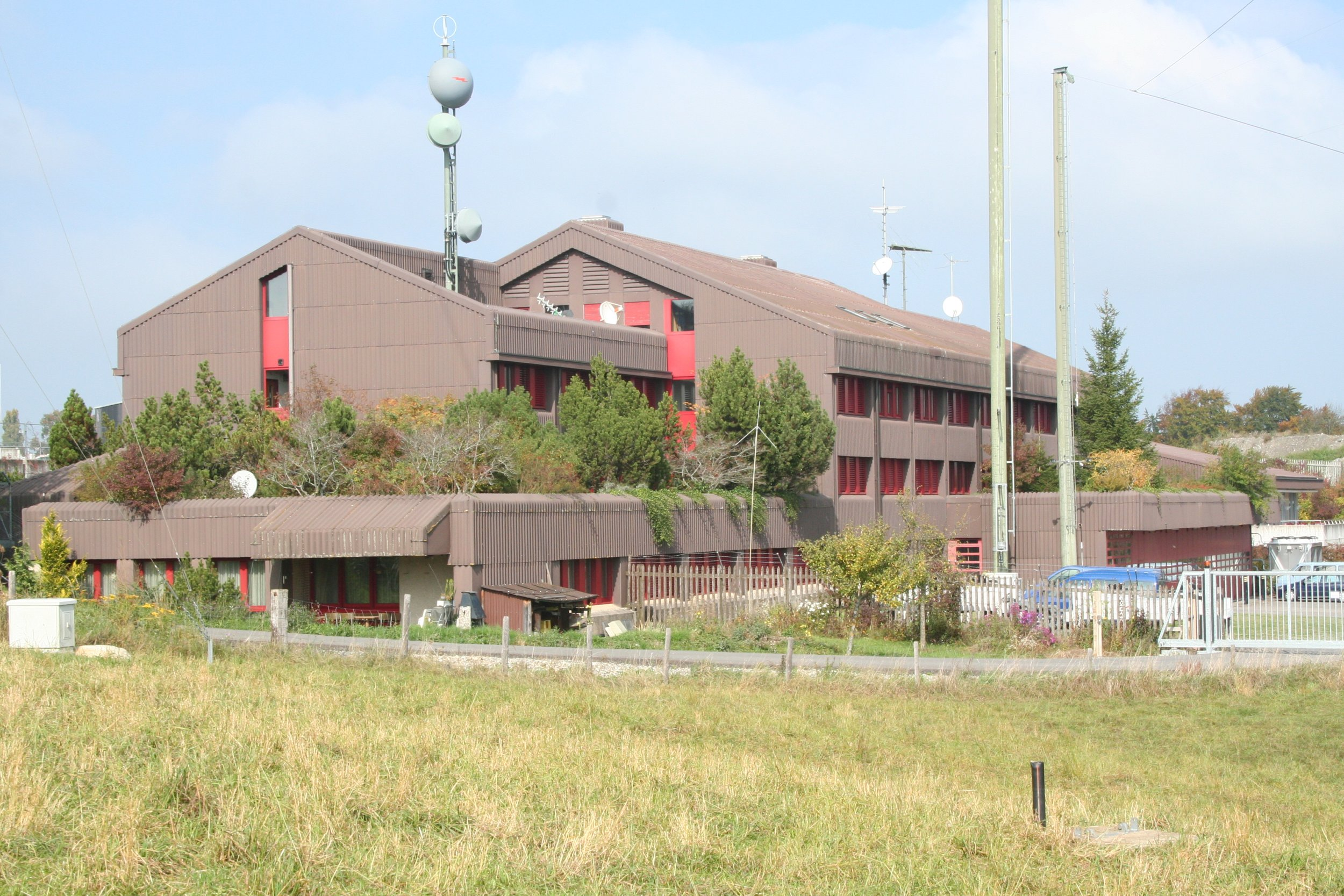
Sede de los servicios de inteligencia del ejército suizo.

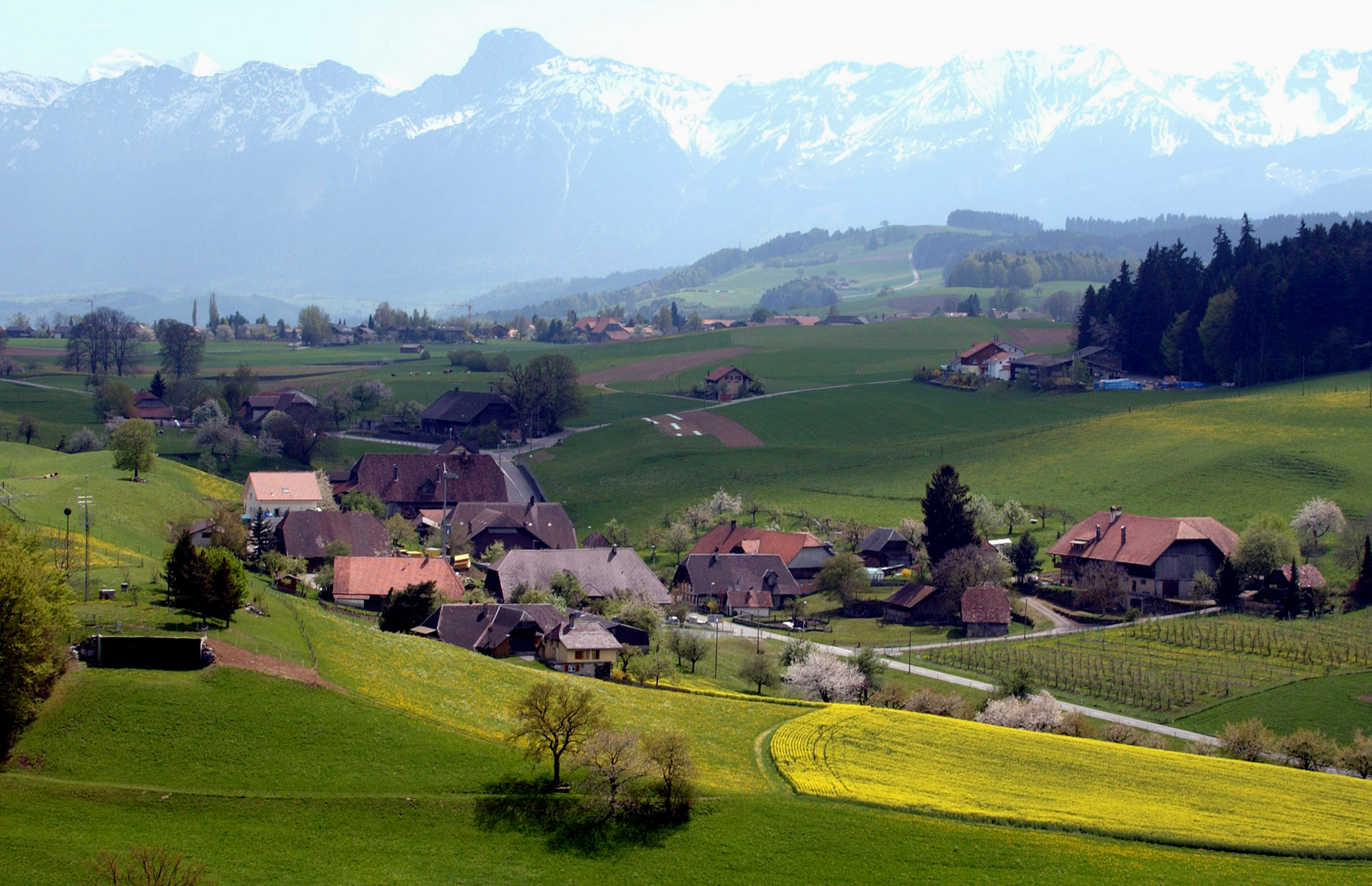
Vista general de Wald.